# Brandkontoret
Brandkontoret används också som varumärke av Stockholms stads brandförsäkringskontor

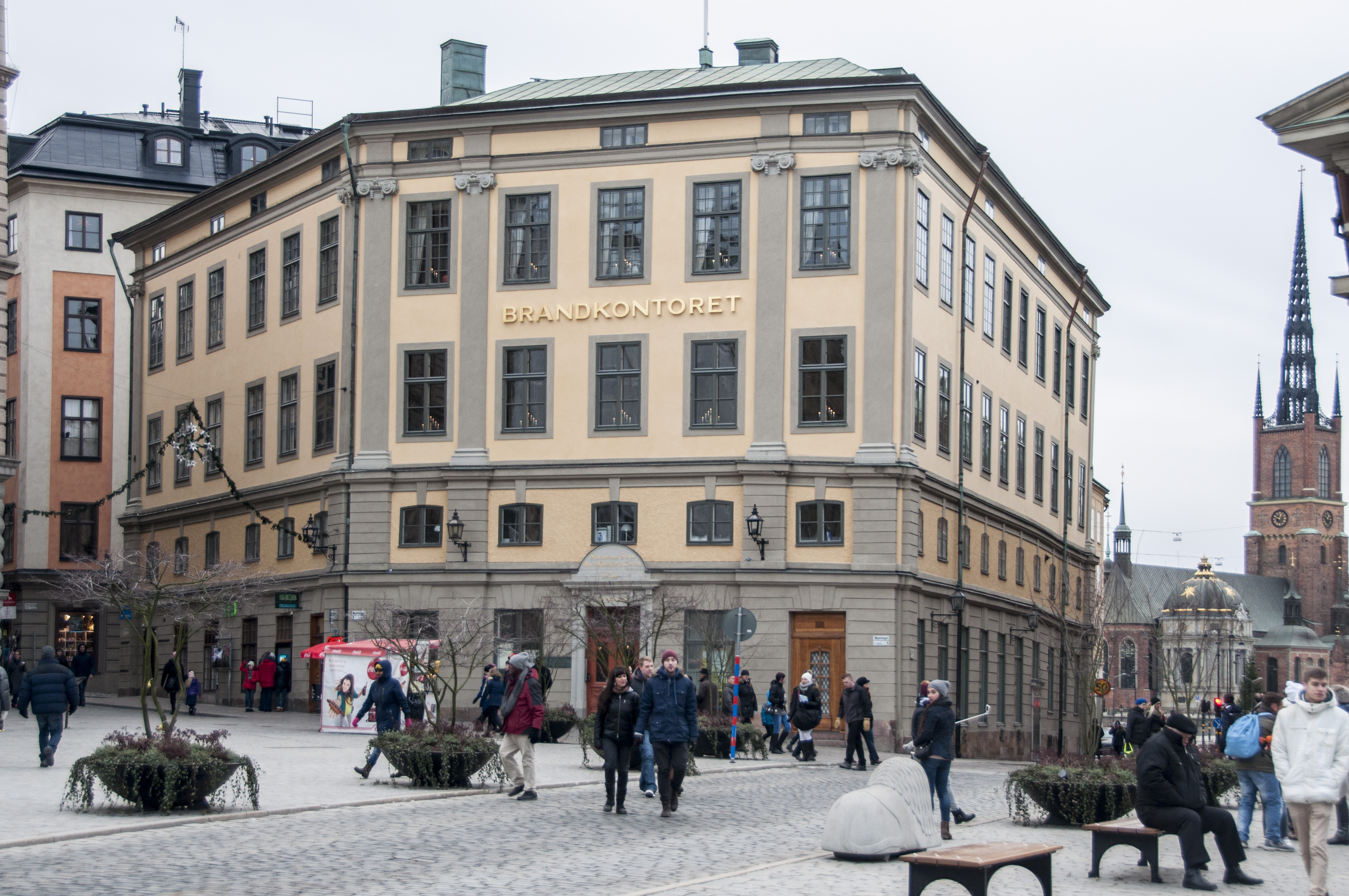
Brandkontoret vid Mynttorget.

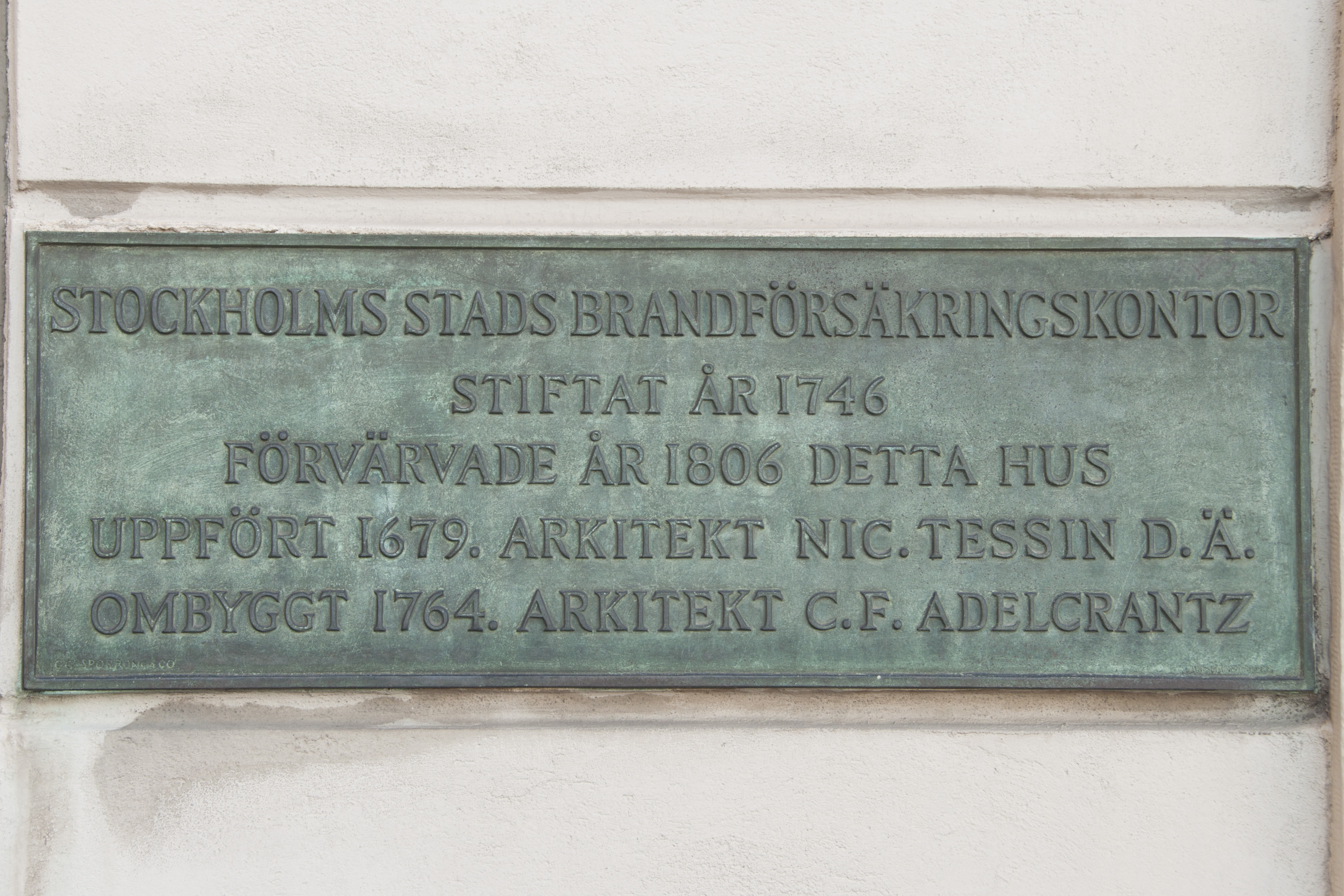

Brandkontoret är det folkliga namnet på de sammanbyggda husen Aglaurus 1 & 2, även kallade Rosenadlerska- och Collinska huset, vid Mynttorget 4 i Gamla Stan i centrala Stockholm. Kvarteret rymmer sedan 1800-talets början Stockholms stads brandförsäkringskontor. Kvarteret Aglaurus är byggnadsminnesmärkt.

## Historia

### Rosenadlerska huset
Aglaurus 1 är den äldsta byggnaden i området nordväst om slottet. Nicodemus Tessin d.ä. ritade huset, som stod färdigt 1679, åt apotekaren Christian Heraeus. I bottenvåningen låg fram till 1764 Apoteket Morianen, ett av de äldsta i Stockholm.
Efter att apotekaränkan Heraeus kommit på obestånd såldes huset 1699 på offentlig auktion och det köptes av familjen Behm. Dottern i huset gifte sig med Uppsalaprofessorn Johan Upmark som adlades Rosenadler, och härigenom fick huset namnet Rosenadlerska huset eller palatset.
Huset byggdes om 1764 efter Carl Fredrik Adelcrantz ritningar där fasaden mot Mynttorget försågs med joniska kolossalpilastrar huggna i gotländsk sandsten. Säteritaket avlägsnades och den översta våningen höjdes.

### Collinska huset
På hörntomten Aglaurus 2 uppfördes 1785 vid Västerlånggatan och Salviigränd ett bostadshus för slottsbyggmästaren Adolf Ulrik Kirstein. Fasaderna anpassades till Rosenadlerska huset. Huset kallades för det Kirsteinska huset eller Collinska efter kramhandlaren Adolf Collin som var dess innehavare i slutet av 1700-talet.

### Stockholms stads brandförsäkringskontor
År 1806 köpte Stockholms stads brandförsäkringskontor det Rosenadlerska huset för 21.700 riksdaler och inredde expeditionslokalen i husets principalvåning mot Mynttorget. 1819 förvärvade man det Collinska huset för 15.000 riksdaler och därmed ägde man hela kvarteret. Genom ombyggnader förbands de båda husen. Till en början uppläts bostäder i stora delar av husen, men allt eftersom lokalbehoven ökade kom kvarteret att bli kontoriserat.